# Alexandra Meissnitzer
Alexandra Meissnitzer (* 18. Juni 1973 in Abtenau, Salzburg) ist eine ehemalige österreichische Skirennläuferin. Sie wurde einmal Gesamtweltcupsiegerin sowie zweimal Siegerin eines Disziplinenweltcups. Sie ist zweifache Weltmeisterin und gewann weitere vier Medaillen bei Olympischen Spielen und Weltmeisterschaften. Die frühere Exekutivbedienstete der Bundespolizei ist heute in der Privatwirtschaft tätig. Ihr Skiclub ist der USV Abtenau.

## Biografie

### Juniorenzeit
Nach der Hauptschule absolvierte Meissnitzer (genannt „Meissi“) die Skihandelsschule Schladming. Danach begann sie eine Ausbildung als Polizistin, die ihr ermöglichte, viel Zeit für das Training aufzuwenden. 1989 wurde sie zweifache österreichische Jugendmeisterin, 1990 und 1991 waren es sogar drei Jugendmeistertitel. Durch gute Leistungen im Europacup (Gesamt-, Super-G- und Riesenslalomsieg 1990/91) und bei den Juniorenweltmeisterschaften 1991 in Geilo und Hemsedal (4. Platz im Super-G) qualifizierte sie sich für den Skiweltcup. Ihr erstes Weltcuprennen war am 7. Dezember 1991 ein Super-G in Santa Caterina, den sie auf Platz 28 beendete.
In der Saison 1991/92 wurde sie bei den Juniorenweltmeisterschaften in Maribor Zweite in der Abfahrt und Dritte im Super-G, außerdem gewann sie die Super-G-Wertung des Europacups. Am 12. Dezember 1992 stürzte sie in der Abfahrt von Vail schwer. Die Verletzungen heilten zwar rasch, doch Meissnitzer hatte infolgedessen mit mentalen Problemen zu kämpfen, konnte kaum noch ein gutes Resultat erzielen und galt für viele bereits als „ewiges Talent“.

### Höhen und Tiefen
Nach guten Leistungen im Europacup erhielt sie zu Beginn der Saison 1994/95 wieder die Startberechtigung für den Weltcup. Der Sprung an die Weltspitze gelang ihr schließlich ein Jahr später. Am 7. Dezember 1995 gewann sie den Super-G von Val-d’Isère. Vor den Skiweltmeisterschaften 1996 galt sie als Mitfavoritin, erreichte aber wegen einer Knöchelverletzung lediglich hintere Plätze.
In der Saison 1996/97 erzielte sie wieder eher mittelmäßige Resultate. Doch der neue Cheftrainer Karl Frehsner führte Meissnitzer und die österreichische Frauennationalmannschaft, die in jener Saison weit hinter den Erwartungen der Öffentlichkeit und des ÖSV geblieben war, zum Erfolg zurück.
In der Saison 1997/98 erzielte Meissnitzer sechs Podestplätze und im letzten Rennen des Winters ihren ersten Sieg in einem Weltcup-Riesenslalom. Bei den Olympischen Winterspielen 1998 in Nagano gewann sie Silber im Riesenslalom und Bronze im Super-G, in der Abfahrt wurde sie Achte. Diese Leistungen brachten ihr die Wahl zu Österreichs Sportlerin des Jahres 1998 ein.

### Traumsaison
Nach dem Wechsel der Skimarke fühlte sie sich zu Beginn der Saison 1998/99 zusätzlich motiviert. Die Saison sollte sich als die erfolgreichste ihrer gesamten Karriere erweisen. Bei den Skiweltmeisterschaften 1999, die in Vail und Beaver Creek stattfand, gewann sie zwei Goldmedaillen, im Super-G und im Riesenslalom. In der Abfahrt wurde sie (hinter ihren drei Teamkolleginnen) Vierte und verpasste die Bronzemedaille nur um zehn Hundertstelsekunden.
Im Laufe des Winters gewann sie acht Weltcuprennen. Sie entschied nicht nur die Gesamtweltcupwertung mit großem Vorsprung für sich, sie war über die gesamte Saison gesehen auch im Super-G (hier gewann sie den überhaupt ersten Disziplinen-Weltcup für die ÖSV-Damen) und im Riesenslalom die erfolgreichste Athletin. Hinzu kam der zweite Platz im Abfahrtsweltcup. Erneut wurde sie zur «Sportlerin des Jahres» gewählt.
Ihre Erfolgsserie führte sie auf die skitechnische Arbeit mit Trainer Karl Frehsner, auf ihre enge Freundschaft mit der US-amerikanischen Skirennläuferin Picabo Street und auf Qigong-Meditationsübungen zurück. Zuvor galt sie als „Nervenbündel“, hatte sich oft unnötig unter Druck gesetzt und konnte deshalb ihr vorhandenes Potential nicht immer ausschöpfen. Sie hielt sich für „irrsinnig kompliziert, aber eigentlich schüchtern“. Innerhalb eines Jahres reifte Alexandra Meissnitzer aber zur unbestrittenen Teamleaderin („Ich fühle mich derzeit so stark, dass sich die anderen an mir aufbauen können“).

### Rückschlag und Comeback
Im kanadischen Lake Louise, im Training zur ersten Abfahrt der Saison 1999/2000, erlitt sie am 25. November 1999 bei einem schweren Sturz einen Abriss des vorderen Kreuzbandes, Einrisse des äußeren Meniskus und des Seitenbandes sowie weitere Verletzungen im linken Knie. Die Saison war damit beendet. Während ihrer Zwangspause schloss sie ihre Ausbildung als Polizistin ab. Beim Sommertraining in Chile riss der Meniskus erneut. Obwohl die nachfolgende Therapie relativ gut verlief, erschien der siebte Platz beim Super-G von Val-d’Isère im Dezember 2000 als kleine Sensation. Bei den Skiweltmeisterschaften 2001 in St. Anton am Arlberg erreichte sie im Riesenslalom immerhin den achten Platz.
Vor der Saison 2001/02 konnte Meissnitzer wegen falsch gewählter Therapiemethoden ebenfalls lange Zeit nicht voll trainieren. Mehrere Platzierungen unter den besten Zehn und der erste Podestplatz seit fast drei Jahren stimmten sie im Hinblick auf die Olympischen Winterspiele 2002 recht zuversichtlich. Dort verpasste sie als jeweils Vierte im Super-G und im Riesenslalom knapp die Medaillen.
In der Saison 2002/03 etablierte sie sich mit fünf Podestplätzen wieder an der Weltspitze, zu einem Sieg reichte es jedoch nicht. Bei den Skiweltmeisterschaften 2003 in St. Moritz gewann sie in der Abfahrt die Silbermedaille, von der überraschenden Kanadierin Mélanie Turgeon lediglich um elf Hundertstelsekunden geschlagen. Im Super-G wurde sie Fünfte, während sie im ersten Lauf des Riesenslaloms ausschied.
Im Jänner 2004 gewann Meissnitzer nach fast fünf Jahren wieder ein Weltcuprennen, den Super-G von Megève. Der Rest der Saison 2003/04 verlief mit einem einzigen weiteren Podestplatz eher unspektakulär. Dies trifft auch auf die Saison 2004/05 zu. Nach dem Sieg im Super-G von Zauchensee am 11. Dezember (lt. APA ist es der 300. Weltcup-Ski-Erfolg für den Salzburger Landesskiverband) folgten zahlreiche weniger gute Ergebnisse wie z. B. der 22. Platz in der Abfahrt bei den Skiweltmeisterschaften 2005 in Santa Caterina.
Bereits 32-jährig erlebte sie in der Saison 2005/06 so etwas wie einen „zweiten Frühling“. Mit einem Sieg und vier weiteren Podestplätzen setzte sie sich gegen bedeutend jüngere Konkurrentinnen durch und qualifizierte sich für die Olympischen Winterspiele 2006. Dort gewann sie ihre insgesamt sechste Medaille, Bronze in ihrer Lieblingsdisziplin Super-G.
Dieses Niveau konnte Meissnitzer in den nächsten beiden Saisonen nicht ganz halten. Sie fuhr zwar mehrmals unter die schnellsten Zehn, erreichte aber keinen Podestplatz. Bei den Weltmeisterschaften 2007 wurde sie Achte im Super-G. Am 8. Dezember 2007 kam sie in der Abfahrt von Aspen zu Sturz, worauf sie fünf Wochen pausieren musste. Am 13. März 2008 beendete sie mit dem Super-G in Bormio ihre Karriere, bei dem ihr als Dritte doch noch einmal ein Podestplatz gelang.

### Nach dem Karriereende
Vom 20. Dezember 2008 bis März 2025 war sie als Co-Kommentatorin und bis 2022 als Kameraläuferin bei alpinen Damenrennen für den ORF im Einsatz. Anfang 2012 konnte sie ein Studium zum Master of Business Administration (MBA) am Studienzentrum Hohe Warte erfolgreich abschließen. Sie ist als Vortragende und Moderatorin tätig.

## Erfolge

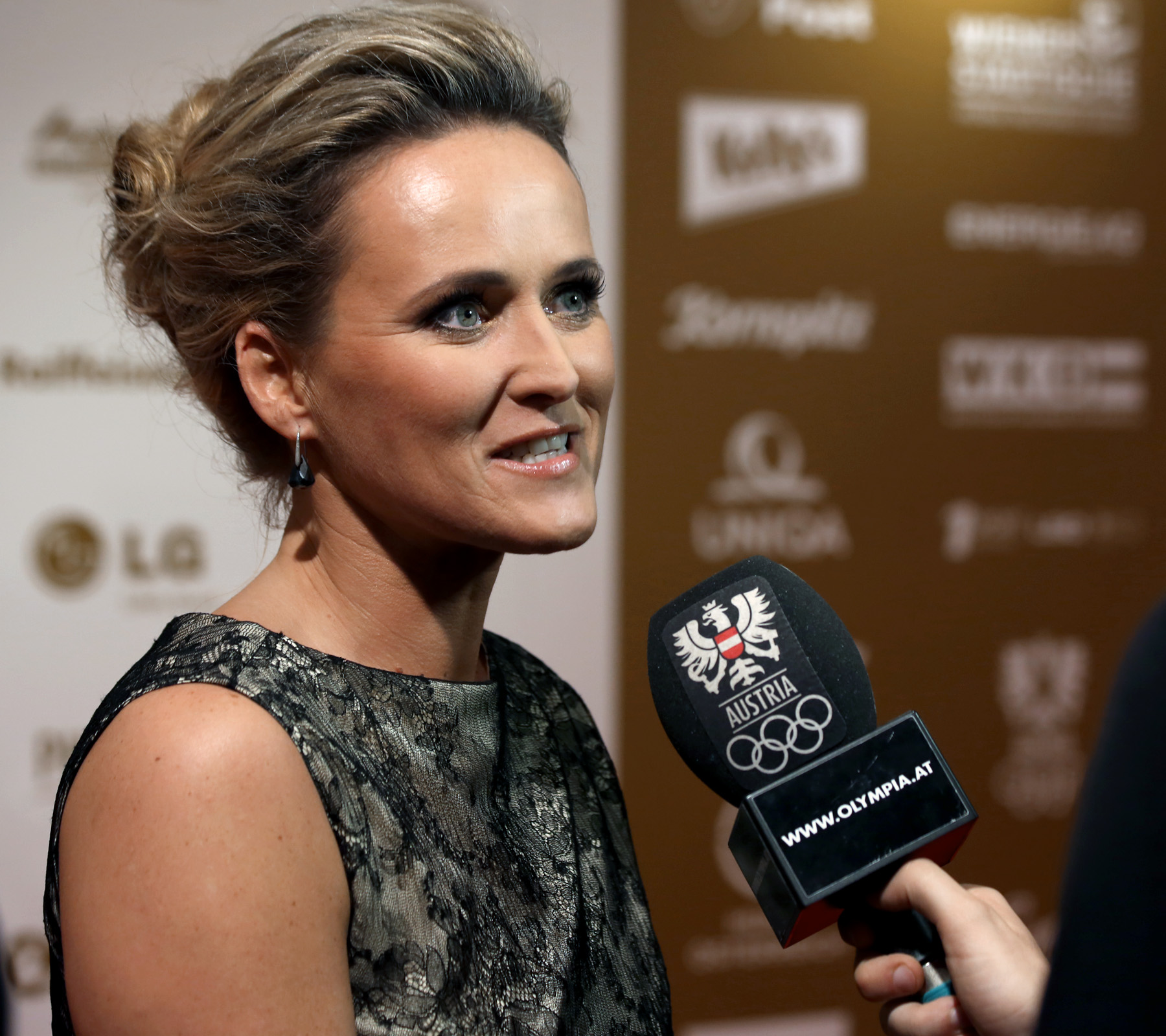
Alexandra Meissnitzer, 2013 bei der Gala-Nacht des Sports

### Olympische Spiele
- Nagano 1998: 2. Riesenslalom, 3. Super-G, 8. Abfahrt
- Salt Lake City 2002: 4. Super-G, 4. Riesenslalom
- Turin 2006: 3. Super-G, 8. Abfahrt

### Weltmeisterschaften
- Sierra Nevada 1996: 16. Abfahrt, 23. Super-G
- Sestriere 1997: 13. Super-G, 17. Abfahrt
- Vail/Beaver Creek 1999: 1. Riesenslalom, 1. Super-G, 4. Abfahrt
- St. Anton 2001: 8. Super-G, 11. Abfahrt
- St. Moritz 2003: 2. Abfahrt, 5. Super-G
- Santa Caterina 2005: 22. Abfahrt
- Åre 2007: 8. Super-G

### Juniorenweltmeisterschaften
- Zinal 1990: 13. Abfahrt, 14. Riesenslalom
- Geilo/Hemsedal 1991: 4. Super-G, 7. Riesenslalom, 16. Abfahrt
- Maribor 1992: 2. Abfahrt, 3. Super-G, 7. Riesenslalom

### Weltcupwertungen
| Saison  | Gesamt | Gesamt | Abfahrt | Abfahrt | Super-G | Super-G | Riesenslalom | Riesenslalom | Slalom | Slalom | Kombination | Kombination |
| Saison  | Platz  | Punkte | Platz   | Punkte  | Platz   | Punkte  | Platz        | Punkte       | Platz  | Punkte | Platz       | Punkte      |
| ------- | ------ | ------ | ------- | ------- | ------- | ------- | ------------ | ------------ | ------ | ------ | ----------- | ----------- |
| 1991/92 | 98.    | 20     | -       | -       | 45.     | 12      | 48.          | 8            | -      | -      | -           | -           |
| 1992/93 | 89.    | 34     | 35.     | 30      | 54.     | 4       | -            | -            | -      | -      | -           | -           |
| 1993/94 | 76.    | 63     | 42.     | 26      | 38.     | 24      | 46.          | 13           | -      | -      | -           | -           |
| 1994/95 | 23.    | 294    | 21.     | 90      | 10.     | 163     | 29.          | 41           | -      | -      | -           | -           |
| 1995/96 | 5.     | 894    | 6.      | 316     | 2.      | 374     | 9.           | 204          | -      | -      | -           | -           |
| 1996/97 | 19.    | 358    | 12.     | 195     | 17.     | 108     | 24.          | 55           | -      | -      | -           | -           |
| 1997/98 | 5.     | 884    | 8.      | 168     | 11.     | 140     | 3.           | 445          | -      | -      | 24.         | 11          |
| 1998/99 | 1.     | 1672   | 2.      | 468     | 1.      | 459     | 1.           | 652          | 44.    | 12     | 5.          | 81          |
| 1999/00 | 105.   | 15     | -       | -       | -       | -       | 51.          | 15           | -      | -      | -           | -           |
| 2000/01 | 16.    | 378    | 21.     | 92      | 12.     | 147     | 13.          | 139          | -      | -      | -           | -           |
| 2001/02 | 15.    | 475    | 43.     | 13      | 2.      | 248     | 12.          | 194          | -      | -      | 20.         | 20          |
| 2002/03 | 8.     | 776    | 10.     | 139     | 4.      | 350     | 7.           | 287          | -      | -      | -           | -           |
| 2003/04 | 8.     | 734    | 10.     | 225     | 7.      | 267     | 7.           | 242          | -      | -      | -           | -           |
| 2004/05 | 16.    | 428    | 21.     | 85      | 6.      | 276     | 27.          | 67           | -      | -      | -           | -           |
| 2005/06 | 9.     | 753    | 6.      | 267     | 2.      | 437     | 26.          | 49           | -      | -      | -           | -           |
| 2006/07 | 17.    | 413    | 15.     | 181     | 5.      | 207     | 34.          | 25           | -      | -      | -           | -           |
| 2007/08 | 26.    | 321    | 28.     | 81      | 9.      | 226     | 36.          | 14           | -      | -      | -           | -           |

### Weltcupsiege
Insgesamt gewann Alexandra Meissnitzer 14 Weltcuprennen (7 × Super-G, 5 × Riesenslalom und 2 × Abfahrt).
| Datum             | Ort               | Land       | Disziplin    |
| ----------------- | ----------------- | ---------- | ------------ |
| 7. Dezember 1995  | Val-d’Isère       | Frankreich | Super-G      |
| 20. Dezember 1995 | Veysonnaz         | Schweiz    | Super-G      |
| 15. März 1998     | Crans-Montana     | Schweiz    | Riesenslalom |
| 19. November 1998 | Park City         | USA        | Riesenslalom |
| 29. November 1998 | Lake Louise       | Kanada     | Super-G      |
| 10. Dezember 1998 | Val-d’Isère       | Frankreich | Super-G      |
| 11. Dezember 1998 | Val-d’Isère       | Frankreich | Riesenslalom |
| 19. Dezember 1998 | Veysonnaz         | Schweiz    | Abfahrt      |
| 24. Jänner 1999   | Cortina d’Ampezzo | Italien    | Riesenslalom |
| 22. Februar 1999  | Åre               | Schweden   | Riesenslalom |
| 10. März 1999     | Sierra Nevada     | Spanien    | Abfahrt      |
| 4. Jänner 2004    | Megève            | Frankreich | Super-G      |
| 11. Dezember 2004 | Zauchensee        | Österreich | Super-G      |
| 4. Dezember 2005  | Lake Louise       | Kanada     | Super-G      |

Daneben erreichte sie 30-mal einen Podestplatz (6-mal in der Abfahrt, 11-mal im Super-G, 11-mal im Riesenslalom, zweimal im Parallelslalom) und 97 weitere Platzierungen in den besten Zehn (31-mal in der Abfahrt, 41-mal im Super-G, 23-mal im Riesenslalom, zweimal in der Kombination).

### Europacup
- Saison 1990/91: 1. Gesamtwertung, 1. Super-G, 1. Riesenslalom, 6. Abfahrt
- Saison 1991/92: 1. Super-G
- Saison 1993/94: 3. Gesamtwertung, 2. Super-G, 7. Abfahrt

### Österreichische Meisterschaften
- Sechsfache Österreichische Staatsmeisterin: Abfahrt (1994), Super-G (1994, 1998, 2002), Riesenslalom (1999, 2004)

## Auszeichnungen
- Österreichs Sportlerin des Jahres (1998 und 1999)
- Goldenes Ehrenzeichen für Verdienste um die Republik Österreich (1998)[5]

## Sonstiges
2011 belegte sie in der 6. Staffel der ORF-Tanzshow Dancing Stars gemeinsam mit Profitänzer Florian Gschaider den zweiten Platz.
Ihre Cousine Christiane Meissnitzer, Sängerin, gründete 1996 mit anderen die Meissnitzer Band, die anfänglich zur Unterstützung von Alexandras Ski-Karriere gedacht war, später aber auch unabhängig davon Musik im Genre Alpenrock machte.
Seit 2016 ist Alexandra Meissnitzer für die SalzburgerLand Tourismus GmbH als Botschafterin tätig. Unter dem Titel „Meisis Reise“ bereist sie das Salzburger Land und berichtet über Projekte aus den Themenbereichen Kulinarik, Sport und Gesundheit.